# Karzec (przystanek kolejowy)
Karzec – przystanek kolejowy położony we wsi Karzec w województwie wielkopolskim, w powiecie gostyńskim, w gminie Krobia.

## Ruch pasażerski[1]
| Rok  | Wymiana pasażerska na dobę |
| ---- | -------------------------- |
| 2017 | 0-9                        |
| 2018 | 0-9                        |
| 2019 | 10-19                      |
| 2020 | 0-9                        |
| 2021 | 10-19                      |
| 2022 | 20-49                      |
| 2023 | 20-49                      |

## Krótki opis
Budynek zaadaptowany do innych celów. Nastawnia wschodnia zdewastowana. Kasa biletowa była czynna jeszcze co najmniej w 1997 roku. W obrębie stacji znajduje się przejazd kolejowo-drogowy.